# 山段智昭
山段 智昭（さんだん ともあき、1985年1月28日 - ）は日本のプロデューサー、俳優、映画監督。〜夢現〜mugenプロダクションの代表としても活躍。

## 代表作品
- 『やくたたず』三宅唱監督作品
- 『裁きの悪』辻岡正人監督作品

## プロデュース作品
- 『光導く彼方』
- 『浜志乃に関わる人々の悩み』

## 監督作品
- 『FAKACHIYUMU』

## 出演作品

### 2010年
- 「20世紀少年」(堤幸彦監督)
- 01月「B-ON」(佳本周也監督)
- 02月「聖将の鍬」 (村井瑛二監督)
- 03月「やくたたず」(三宅唱監督)
- 06月「童貞放浪記」(小沼雄一監督)
- 08月「カーテン」(佐田錦之介)
- 09月「フルフリー」(佳本周也監督)
- 12月「梟」(山本淳一監督)

### 2011年
- 02月「ハルミヤコ＆ビックフッド対デスキャピトロン」(山本淳一監督)
- 03月「水槽」(加藤綾佳監督)
- 06月「RUNandRUN」(茨城和人監督)
- 06月「任侠沈没」 (増本庄一郎監督)
- 07月「君はゾンビに恋してる」(友松直之監督)市民役
- 07月「禁じられた旋律 処女に何が起こったのか」(友松直之監督)評論家役
- 07月「レイプゾンビ」(友松直之監督)ゾンビ役
- 07月「恋する小説家」(上田慎一郎監督)
- 08月「ル・クール」(加藤直也監督)エージェント、特殊部隊役
- 08月「海蛍」
- 09月「喪失デップ」(高橋諒監督)デップ役
- 10月「秘密」(石川舞監督)先生役
- 10月「転移」(キム テヒョン監督)鬼塚役
- 10月「サークルサークル」(前田大介監督)
- 10月「妖怪川姫みずさ」(ウンノヨウジ監督)泥棒役
- 10月「早起きするのとしないの」()
- 11月「不良少年 3000人の総番」(宮野ケイジ監督)役
- 11月「本当はエロいグリム童話 レッドスウォード」(友松直之監督)鈴木先生役
- 11月「さよならディストピア」(野江早杷子監督)斎藤役
- 12月「泡姫陰陽師奇談」(友松直之監督)客役
- 12月「ファイナルジャッジメント」(浜本正機監督)オーラン兵役
- 12月「俺たちの明日とか未来とか」(中里駿平監督)弟子役

### 2012年
- 02月「弱き者」(西夏央監督)瀬川役
- 03月「ボクのですてに」(小林勇太監督)ヤクザ役
- 03月「ドーベルマン」(アミナカアキヒト監督)エイジ役
- 03月「エクソシストを探せ」(さとうしんじ監督)酔っ払い役
- 03月「水溜りの2人」(堀井彩監督)晃役
- 03月「ミッシング77」(越坂康史監督)キューブ役
- 03月「恋する小説家」(上田慎一郎監督)
- 04月「殺人者の夜」(岩城武彦監督)サトシ役
- 04月「奇跡の目」(大西泰二郎監督)部下役
- 初夏「連鎖」 (高橋コウジ監督)

### TV
- 「オーマイガール」
- 「ブラッディマンディ」
- 「BOX」

### CM
- 「シーブリーズ」
- 「LISMO」